# IJgeul
IJgeul oder IJ-geul (niederländisch) bezeichnet eine Wasserstraße für Seeschiffe vor der Küste der Niederlande. Die künstlich angelegte Fahrrinne (niederländisch geul) ist quasi die Verlängerung des Nordseekanals, der in der Provinz Nordholland den Hafen von Amsterdam mit der Nordsee verbindet. Mit einer Länge von 43 Kilometern wird den Schiffen mit Tiefgang bis 17,8 Metern das Anlaufen des Hafens von IJmuiden ermöglicht.

## Namensgebung
Der Name IJ ist der ursprüngliche Name einer Meeresbucht am Südende der ehemaligen Zuidersee. Diese Bucht reichte vom alten Hafen Amsterdam nach Westen bis an die Dünen von Velsen. Für den Bau des Nordseekanals im 18. Jahrhundert wurde das IJ eingepoldert und ein Durchbruch zur Nordsee bei Velsen geschaffen. Dort an der „Mündung“ (niederländisch Muide) des Nordseekanals entstand die Hafenstadt IJmuiden mit zwei ca. ein Kilometer langen Molen, die an ihrer Basis die Küste auf einem Kilometer Länge öffneten. Bei den meist südöstlichen Winden und der Süd-Nord-Strömung entlang der Küste wird damit den Schiffen das Kurshalten in der Hafeneinfahrt erleichtert. An den Molenenden war die Einfahrt zunächst 260 Meter breit und hatte eine Wassertiefe von sieben Metern. Als Hilfe zur sicheren Ansteuerung des Hafens stehen in Ijmuiden zwei Leuchttürme mit unterschiedlicher Höhe in Verlängerung der durch die Molen gebildeten Einfahrt. Die beiden Türme bilden eine Feuerleitlinie, deren Leuchtfeuer bei Einfahrt von See übereinander stehen müssen.

## Ausbau der Fahrrinne
Die Zunahme der Schiffsgrößen und des Schiffsverkehrs im Kanal machte eine Vergrößerung und Vertiefung der Hafeneinfahrt erforderlich. Aus Untersuchungen und Modellversuchen an der Universität Delft ergab sich eine optimierte Gestaltung der Schutzmolen mit halbrundem, asymmetrischen Verlauf, wodurch einer Verschlammung der Hafeneinfahrt entgegengewirkt werden kann. Der alte Molenkopf der Südseite wurde zurückgesetzt, damit die Durchfahrtsbreite 450 Meter beträgt. An beiden seeseitigen Knickpunkten der alten Molen wurden die Verlängerungen angesetzt, wodurch die Nordmole 800 Meter und die Südmole 1500 Meter weiter in die Nordsee ragen. Die Breite an der Einfahrt vom IJgeul beträgt heute 750 Meter. Die Arbeiten erfolgten zwischen 1960 und 1967 mit der Vertiefung der gesamten Zufahrtsrinne auf 15 Meter.
Die Küstenlinie an der Südseite wurde dem neuen Verlauf der Südmole angepasst, indem der entstandene Zwickel zwischen alter und neuer Mole mit Sand aufgefüllt wurde. Damit entstand dort ein breiter Strandbereich mit Beach Resort und dem Strandsee Kennemermeer als IJmuiden aan Zee. 2004 wurde an der alten Mole ein Durchbruch geschaffen, um die Marina Seaport IJmuiden in diesem Bereich als viertes Hafenbecken anzulegen.

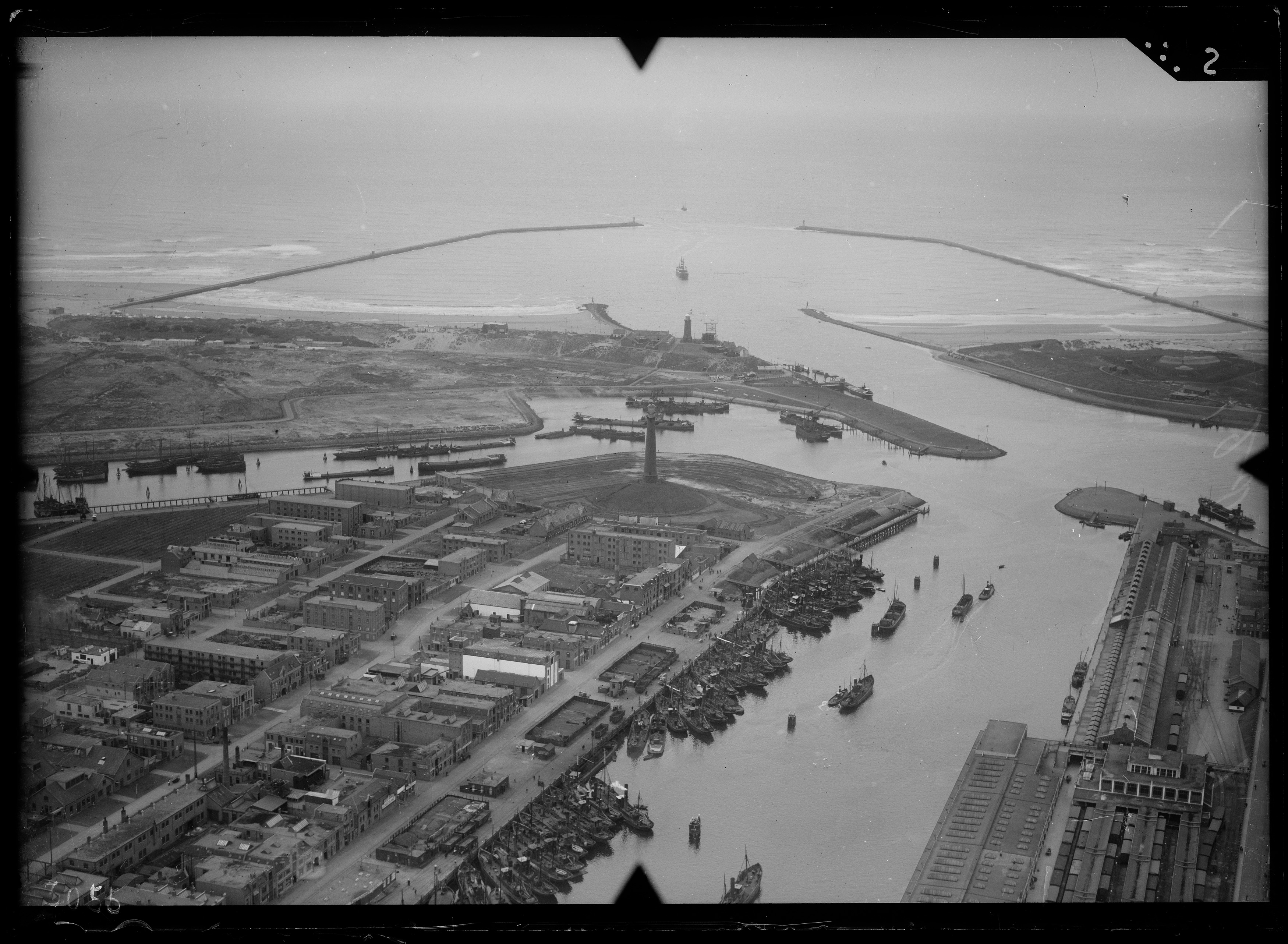
Luftbild Molen vor Umbau
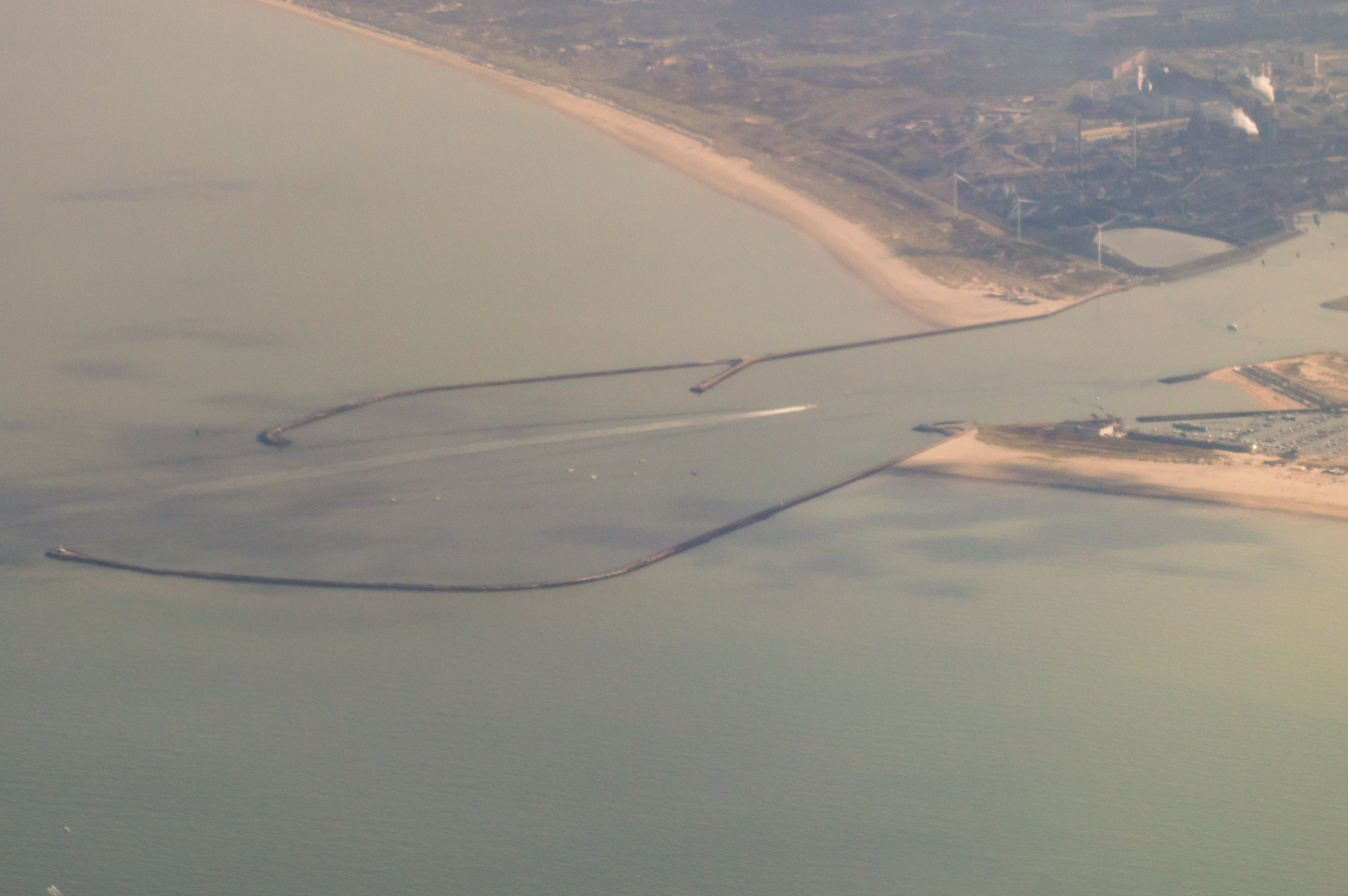
Luftbild Molen nach dem Umbau

## IJgeul

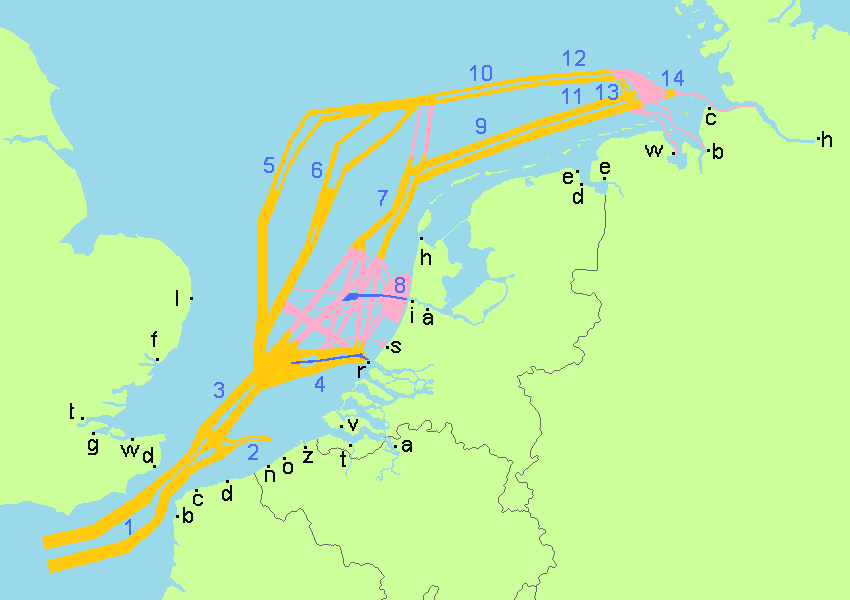
Schifffahrtsrouten der Nordsee

Ein weiterer Ausbau der Fahrrinne erfolgte bis 1982, als das IJgeul für Schiffe mit maximalem Tiefgang von 16,5 Metern eröffnet wurde. Das IJgeul liegt in gerader Verlängerung der Feuerleitlinie der beiden Leuchttürme von IJmuiden und reicht 23 Kilometer weit in die Nordsee (gemessen ab Molenende). Die ausgebaggerte Breite beträgt 450 bis 600 Meter. Schiffe mit einem Tiefgang über 14,10 Metern müssen im IJgeul fahren.
Um auch den voll beladenen Massengutfrachtern (Bulk Carrier), die z. B. Erz zum Stahlwerk in IJmuiden transportieren, die Zufahrt zum Hafen von IJmuiden zu ermöglichen, beschloss Rijkswaterstaat, die Fahrrinne auf 21 Meter zu vertiefen. Die mit der Vertiefung einhergehende Verlängerung der Zufahrtsrinne brachte das IJgeul auf eine Länge von 43 Kilometer und reicht damit bis an die Tiefwasserwege und das Verkehrstrennungsgebiet der Nordsee. Dadurch können Schiffe mit einem maximalen Tiefgang von 17,8 Metern seit 2006 den Hafen anlaufen. Elf Kilometer vor IJmuiden wurde ein Wendepunkt für Großschiffe geschaffen, um im Notfall in das Anlaufgebiet zurückkehren zu können. Um die IJ-Fahrrinne in der notwendigen Tiefe zu erhalten, sind laufende Baggerarbeiten erforderlich, die im Jahr ca. 10 Mio. Euro betragen.
Die Schiffe mit dem maximalen Tiefgang für das IJgeul können nur den nördlichen Außenkanal (Noorderbuitenkanaal) in IJmuiden anlaufen, um an den dortigen Tiefwasserliegeplätzen entladen zu werden. Schiffe, die den Nordseekanal ansteuern, dürfen nur einen Tiefgang bis 13,70 Meter aufweisen.